# Griger György
Griger György (Csabacsűd, 1879. december 6. – Kolozsvár, 1946. július 19.) kertész, dísznövénynemesítő.

## Életrajza
1879. december 6-án született a Békés vármegyei Csabacsűdön. 1904-től 1920-ig Kassán, majd Kolozsváron állt állami szolgálatban. 1925-ben önállósította magát. 1907-ben kezdte el a dísznövénynemesítést.
Kolozsváron hunyt el 67 évesen, 1946. július 19-én.

## Munkássága
Elsősorban Pelargonium-, Canna-, Chrysanthemum-, szegfű- és oroszlánszáj-nemesítéssel foglalkozott. Száznál több új növényfajtát nemesített, közülük több Pelargoniumot még ma is termesztenek.
Új fajtáival és kiváló maganyagával számos hazai és nemzetközi kiállításon kitüntetést nyert.